# Reinoldijus Šarkinas
Reinoldijus Šarkinas (* 16. Juli 1946) ist ein  litauischer Wirtschaftswissenschaftler, ehemaliger Zentralbanker, Politiker, litauischer Finanzminister.

## Leben
1968 absolvierte Šarkinas das Diplomstudium der Wirtschaftswissenschaften und erwarb die Fachrichtung der Arbeitswissenschaft an der Vilniaus universitetas.  Von 1968 bis 1972 arbeitete er im Chemiewerk „Spindulys“ in Vilnius als Ingenieur, von 1980 bis 1982 als Finanzberater des Bildungsministeriums Kubas, von 1991 bis 1995 als Stellvertreter des Finanzministers Litauens, von 1995 bis 1996 Finanzminister und von 1996 bis 2011 als Vorstandsvorsitzender der Lietuvos bankas. Sein Nachfolger ist Jurist Vitas Vasiliauskas (* 1973).